# 大月書店
株式会社大月書店（おおつきしょてん）は、日本の出版社。主に、社会・政治・人文・思想などを中心とした図書を刊行する。マルクス主義関連の図書については多くの刊行数を誇る。
人文会会員。草文会会員。

## 所在地
- 本社
  - 〒113-0033　東京都文京区本郷2丁目27番16号 大学通信教育ビル2階
  - 旧事務所は文京区本郷2-11-9にあった。
  - 旧々事務所は千代田区有楽町スバル街にあった[1]。

## 沿革
1946年11月に小林直衛（1901年 - 1978年）や有賀新（1905年 - 1973年）ら9名による匿名組合として、資本金100万円で創設された。「大月」の名は、小林の出身地・山梨県の大月市に因む。最初の出版物は尾崎秀実『愛情はふる星のごとく』（第3版、1947年、ゾルゲ事件に関わって死刑になった筆者の獄中書簡集）で、同じ左派系の出版社だった世界評論社から刊行されていたところを同社の依頼によって2万部を発行した。続いて、千野敏子『葦折れぬ　一女学生の手記』（1947年）を刊行し、これが実質的な出版第一号である。
1948年秋に社長であった小林が病気となると、民主評論社の社長や日本共産党のマルクス＝レーニン主義研究所（M・L研究所）の責任者など務めていた有賀が経営を担うようになり、M・L研究所訳『マルクス＝エンゲルス選集』全23巻（1949年 - 1952年）の刊行を行ったことを皮切りとして、全集刊行会訳『スターリン全集』全13巻（1952年 - 1953年）および『スターリン戦後著作集』（1954年）、M・L研究所訳『マルクス＝エンゲルス二巻選集』（1953年）を刊行した。また、社会書房・三一書房と共同で国民文庫社を立ち上げて、「国民文庫」としてマルクス、エンゲルス、レーニン、スターリン、毛沢東らの著作の普及に努めた（後に大月書店の単独事業となる）。
1953年からは『レーニン全集』全48巻を16年かけて、1959年からは『マルクス＝エンゲルス全集』全49巻を32年かけて翻訳・刊行した。また、1957年には株式会社化している。さらに「国民文庫」も刊行点数を増やし、当時の東側陣営に属する政治家、西側主要共産党指導者の著作も収録した（ただし、朝鮮民主主義人民共和国・キューバ・ユーゴスラヴィアの著作は収録しなかった）。こうした古典的な文献以外にも、ソ連の哲学関係の書物も多く翻訳出版した。その結果、マルクス主義関連の多くの図書を擁し、日本共産党が党員に読むべきと指定する文献を多数出版するに至る。
1970年に有賀新から小林直衛に社長が交代し、1974年には文京区本郷2-11-9に社屋を移し、さらに2017年に文京区本郷2-27-16に移転した。1970年代ころから、「国民文庫」に〈現代の教養〉シリーズを設け、自然科学の入門書や、朴正煕政権下で弾圧をうけた金芝河のエッセイなどを刊行したが、1980年代からは教育分野を中心に出版方向を定めるようになった。1990年代には、活版印刷の衰退によって過去の出版物の重版が困難になったことから、『マルクス＝エンゲルス全集』を書籍の形態からCD-ROMタイプに模様替えした。
現在は『マルクス＝エンゲルス全集』を「マルクス＝エンゲルス全集online」という形でも提供する。

## 主な刊行物
マルクス主義文献
- カール・マルクス『資本論』（全集版、全集普及版、文庫版）
- マルクス＝エンゲルス『共産党宣言』（国民文庫版、大月センチュリーズ版）
- 『マルクス＝エンゲルス全集』全49巻（1959年 - 1991年）
- 『マルクス＝エンゲルス選集』全23巻（1949年 - 1952年）、『マルクス＝エンゲルス二巻選集』（1953年）、『マルクス＝エンゲルス8巻選集』（1973年 - 1974年）
- 『レーニン全集』全48巻（1953年 - 1969年）
- 『レーニン選集』全12冊（1957年 - 1958年）、『新版 レーニン選集』全6巻（1968年 - 1970年）、『レーニン10巻選集』全12巻（1969年 - 1972年）
- 『スターリン全集』全13巻（1952年 - 1953年）、『レーニン主義の諸問題』（1953年）、『スターリン戦後著作集』（1954年）
- 『ディミトロフ選集』全3巻（1972年）

講座
- 『経済学講座』全5巻（1954年）
- 『農業農民問題講座』全3巻（1954年）
- 『講座日本語』全7巻（1955年 - 1956年）
- 『講座歴史』全4巻（1955年 - 1956年）
- 『講座哲学』全4巻（1956年）
- 『講座近代日本文学史』全5巻（1956年 - 1957年）
- 『講座現代日本の経済と政治』全4巻（1958年 - 1959年）
- 『講座現代人の科学』全11巻（日本科学者会議編、1975年 - 1976年）
- 『講座現代資本主義国家』全4巻（1980年）
- 『講座今日の日本資本主義』全10巻（1981年 - 1982年）
- 『講座現代日本の流通経済』全5巻（1983年 - 1984年）
- 『講座現代日本』全4巻（1996年 - 1997年）
- 『地球人の地理講座』全6冊（1999年 - 2003年）
- 『講座戦争と現代』全5巻（2003年 - 2004年）

著作集・選集
- 『見田石介著作集』全7巻（1976年 - 1977年）
- 『堀江正規著作集』全6巻（1977年）
- 『井尻正二選集』全10巻（1982年 - 1983年）
- 『ワロン選集』上下巻（1983年）
- 『平塚らいてう著作集』全8巻（1983年 - 1984年）
- 『小川政亮著作集』全8巻（2007年）

経済学
- 労働組合事典刊行会『労働組合事典』（1967年）
- 堀江正規責任編集『労働組合運動の理論』全７巻（1969年）
- 大月経済学辞典編集委員会『大月経済学辞典』（1979年）
- 久留間鮫造編『マルクス経済学レキシコン』全15巻（1968年 - 1985年）

歴史学・歴史教育
- 村田陽一編『コミンテルン資料集』全5巻（1978年 - 1985年）、『資料集 コミンテルンと日本』全3巻（1986年 - 1988年）、『資料集 初期日本共産党とコミンテルン』（1993年）
- 『資料 日本現代史』全13巻（1980年 - 1985年）
- 『資料 日本占領』全2巻（1990年 - 1992年）
- 吉見義明編『従軍慰安婦資料集』（1992年）
- 北河賢三・高岡裕之編『資料集 総力戦と文化』全2巻（2000年 - 2001年）
- 歴史教育者協議会編『日の丸・君が代にどう立ちむかうか』（2001年）

その他
- 栃折久美子『手製本を楽しむ』（1984年）
- 伊田広行『はじめて学ぶジェンダー論』（2004年）
- 蟻塚亮二『うつ病を体験した精神科医の処方せん』（2005年）
- ジークムント・バウマン『リッキッド・モダニティ』（2001年）、『近代とホロコースト』（2006年）
- 「ジェンダーフリー絵本」シリーズ
- 「子育てと健康シリーズ」
- 地学団体研究会『地球のなぞを追って―私たちの科学運動』（2006年）